# Château de Yoshida
 (septembre 2016).
Le château de Yoshida (吉田城, Yoshida-jō) est un château japonais qui se trouve à Toyohashi, au sud-est de la préfecture d'Aichi. À la fin de la période Edo, le château était le siège du clan Inaba, daimyos du domaine de Tateyama. Le château était aussi connu sous le nom de « château d'Imahashi » (今橋城, Imahashi-jō) et plus tard « château de Toyohashi ».

## Description
Le château de Yoshida est un château de plaine construit sur la rive occidentale de la rivière Toyo-gawa. La principale motte castrale était ceinte d'une douve avec trois yagura de deux étages, une d'un étage et trois portes. Les deuxième et troisième yagura étaient également entourées de douves et avaient elles-mêmes de plus petites yagura et des portes fortifiées. À part quelques restes des œuvres en pierre des douves, rien ne subsiste des structures originales. L'actuel château est une reconstruction moderne d'une des trois yagura de trois étages qui abrite un petit musée présentant des objets relatifs à l'histoire locale.

## Histoire
Un château fut construit sur les rives de la rivière Toyo en 1505 par Makino Kohaku, un obligé d'Ujichika Imagawa, pour sécuriser son ancrage à l'est de la province de Mikawa contre le pouvoir grandissant du clan Matsudaira à l'ouest de cette même province. Du fait de son emplacement stratégique à la confluence de deux rivières, le château fut impliqué dans de nombreuses batailles durant l'époque Sengoku, changeant de mains plusieurs fois, étant détruit puis reconstruit à plusieurs occasions. À partir de 1565, le château passa sous le contrôle de Tokugawa Ieyasu qui nomma Sakai Tadatsugu chambellan.
À la suite du siège d'Odawara en 1590, Toyotomi Hideyoshi ordonna au clan Tokugawa de se réinstaller dans la région de Kantō et attribua le château à Terumasa Ikeda. Celui-ci développa la jōkamachi (ville-château) environnante et lança un massif et ambitieux plan pour reconstruire le château de Yoshida. Mais à la suite de la bataille de Sekigahara, il fut renvoyé au château de Himeji alors que le tenshu (donjon) n'était pas terminé.
Après l'établissement du shogunat Tokugawa, le château de Yoshida devint le centre du domaine de Yoshida, un domaine féodal qui occupait une position stratégique sur le Tōkaidō entre Edo et Nagoya. Le domaine fut attribué à plusieurs fudai daimyō de clans différents jusqu'à ce qu'il entre en possession du clan Matsudaira en 1752, lequel résida au château de Yoshida jusqu'à la restauration de Meiji. Le dernier daimyō de Yoshida, Matsudaira Nobuhisa, céda le château sans résistance au gouvernement de Meiji en 1868. Le château fut transféré à la toute jeune Armée impériale japonaise en 1871 mais fut détruit en grande partie par un incendie en 1873. Une grande partie du parc du château est restée aux mains des militaires (comme garnison du 18e régiment d'infanterie de l'AIJ) jusqu'à la fin de la Seconde Guerre mondiale.
À la sortie de la guerre, une partie de la troisième motte castrale fut utilisée pour développer le parc de Toyohashi et la mairie de la ville de Toyohashi fut construite sur une autre partie. En 1954, une yagura de deux étages (Kurogane yagura (黒金櫓) fut reconstruite en béton armé. Plus tard, un musée d'art et des installations sportives furent bâtis sur l'emplacement des mottes castrales intérieures. La maçonnerie a été grandement restaurée en 2005.